# Суходіл (Шосткинський район)
Суходіл — село в Україні, у Есманьській селищній громаді Шосткинського району Сумської області.
Населення становить 12 осіб. До 2020 орган місцевого самоврядування — Суходільська сільська рада.

## Географія
Село Суходіл знаходиться біля витоків річки Більна, який через 2,5 км впадає в річку Локня. На відстані 2,5 км розташовані села Вільна Слобода, Червоний Пахар, Яструбщина і Уланове.
Село розташовано за 37 км від м. Глухова.

## Назва
Існують два припущення, чому селу дали таку назву. Перше: через його географічне положення — «Сухий діл». Тут немає лісу. І тому протягом багатьох поколінь мешканці села помічали, що цю місцевість часто минали дощі в літній час. Друге: кажуть, що територія села довгий час належала польському пану Суходольському. Спочатку село називали «Суходольщиною», а через деякий час назвали Суходолом.

## Історія
Село виникло задовго до XIX століття. У 1667 р. була перша писемна згадка про с. Суходіл. З музейних відомостей відомо, що «Суходольщина» поселилася на землях с. Уланово.
З 1917 — у складі УНР, з квітня 1918 — у складі Української Держави Гетьмана Павла Скоропадського. З 1921 тут панує стабільний окупаційний режим комуністів, якому чинили опір місцеві мешканці.
12 червня 2020 року, відповідно до розпорядження Кабінету Міністрів України № 723-р «Про визначення адміністративних центрів та затвердження територій територіальних громад Сумської області», село увійшло до складу Есманьської селищної громади.
19 липня 2020 року, в результаті адміністративно-територіальної реформи та ліквідації Глухівського району, село увійшло до складу новоутвореного Шосткинського району.

#### Російське вторгнення в Україну (з 2022)
29 червня 2024 року внаслідок обстрілу зі ствольної російської артилерії 122 мм (23 вибухи) в селі пошкоджено вісім приватних будинків.
8 липня 2024 року в результаті атаки російського ФПВ-дрона пошкоджено приватний будинок.
14 липня 2024 року село обстріляли російські агресори. Зафіксовано 3 вибухи, ймовірно ФПВ-дрон. В результаті обстрілу пошкоджено будівлю комунального закладу.  
14 серпня 2024 року село зазнало чергової атаки агресора. Оперативне командування «Північ» зафіксувало 4 вибухи, ймовірно ствольна артилерія 152 мм; 4 вибухи, ймовірно ствольна артилерія 122 мм. В результаті обстрілу було пошкоджено приватний будинок.    

## Населення

### Мова
Розподіл населення за рідною мовою за даними перепису 2001 року:
| Мова            | Кількість | Відсоток |
| --------------- | --------- | -------- |
| російська       | 297       | 65.27%   |
| українська      | 156       | 34.29%   |
| інші/не вказали | 1         | 0.44%    |
| Усього          | 455       | 100%     |

## Уродженці
- Батьоха Василь Опанасович — Герой Радянського Союзу, генерал-майор, Герой Радянського Союзу (1944).
- Іванченко Іван Васильович — український радянський діяч, новатор виробництва, бригадир комплексної бригади робітників очисного вибою шахти «Новопавлівська» тресту «Краснолучвугілля» Луганської області. Герой Соціалістичної Праці (1966). Член ЦК КПУ в 1966—1976 р.
- Рева Костянтин Кузьмович —  волейболіст. Заслужений майстер спорту СРСР
- Шаповаленко Сергій Григорович (1903–1988) — педагог, академік АПН СРСР.